# Johannes Börner
Johannes Börner (* 12. August 1917; † 2. Februar 1988 in Suhl) war ein deutscher Polizeioffizier in der DDR. Er war Chef der Bezirksbehörde der Deutschen Volkspolizei (BDVP) Suhl.

## Leben
Börner war gelernter Bauschlosser, Mitglied der SPD und während des Zweiten Weltkrieges Angehöriger der deutschen Luftwaffe.
Nach dem Krieg wurde er bereits im Oktober 1945 Angehöriger der Deutschen Volkspolizei (DVP) und 1946 Mitglied der SED. Ab 1949 übte er eine leitende Funktionen im Bereich Brandschutz aus und war ab 1950 VP-Offizier in der Hauptverwaltung Ausbildung (HVA). Von 1952 bis 1956 war er in den BDVP Leipzig und Magdeburg tätig. Am 1. April 1956 wurde er bei der organisatorischen Herauslösung der „Verwaltung Aktiver Brandschutz“ (VAB) aus der Feuerwehr mit dem Dienstgrad VP-Inspekteur (Oberst) Leiter dieser Verwaltung (Nachfolger von Erich Rathmann), die am 1. Juli 1958 in „Kommando Luftschutz“ des Ministeriums des Innern umbenannt wurde. Diese Funktion hatte er bis 1960 inne. Von 1960 bis 1962 besuchte er die Militärakademie Friedrich Engels in Dresden. Danach war er von 1962 bis März 1978 als Nachfolger von Rudolf Ockernahl Chef der BDVP Suhl. Gleichzeitig war er bis Februar 1979 Mitglied der SED-Bezirksleitung Suhl. Am 26. Juni 1975 ernannte ihn Erich Honecker zum Generalmajor. Im März 1978 schied er aus dem Polizeidienst aus und war dann von April 1978 bis Juli 1981 Vorsitzender des Bezirksvorstandes Suhl der Gesellschaft für Deutsch-Sowjetische Freundschaft.
Börner starb nach langer schwerer Krankheit im Alter von 70 Jahren und wurde auf dem Friedhof in Suhl beigesetzt.

## Auszeichnungen
- 30. Juni 1955 Vaterländischer Verdienstorden in Bronze, 1974 in Silber und 1977 in Gold
- 1977 Fritz-Heckert-Medaille in Silber
- 1987 Ehrenspange zum Vaterländischen Verdienstorden in Gold
- Ehrentitel Verdienter Volkspolizist der Deutschen Demokratischen Republik
- Medaille Ehrenzeichen der Deutschen Volkspolizei